# Masa térmica

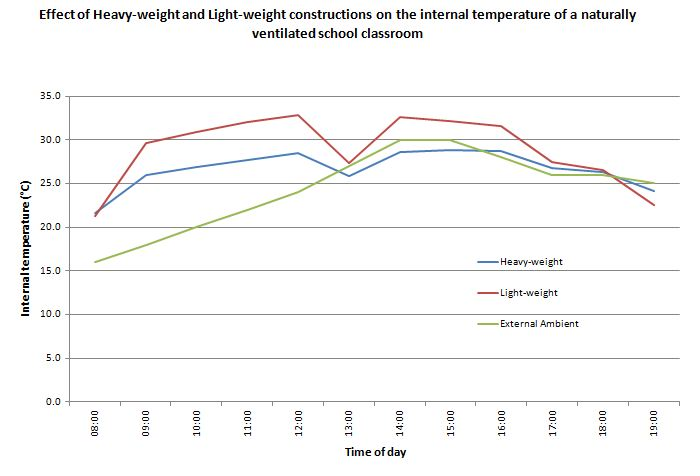
El beneficio de masa térmica está mostrado en esta comparación de cómo peso pesado y ligero las construcciones afectan temperatura interna

En diseño de la construcción, la masa térmica es una propiedad  de la masa de un edificio que permite almacenar calor, proporcionando "inercia" contra fluctuaciones de temperatura. Se conoce a veces como el efecto del volante térmico. Por ejemplo, cuándo las temperaturas exteriores están fluctuando durante el día, una masa térmica grande dentro de la porción aislada de una casa puede servir para "allanar" las fluctuaciones de temperatura diarias, dado que la masa térmica absorberá la energía térmica cuándo el entorno tenga temperaturas más altas que la masa y devolverá energía térmica  cuándo el entorno esté más frío, sin alcanzar el equilibrio térmico. Esto es distinto de un valor de  aislamiento de un material, el cual reduce la conductividad térmica de un edificio, dejándolo que esté caliente o frío relativamente separado del exterior o, incluso, solamente retener la energía térmica de los ocupantes más tiempo.
Científicamente, la masa térmica es equivalente a capacitancia térmica o capacidad térmica, la capacidad de un cuerpo para almacenar energía térmica. 
Se hace referencia a ella utilizando típicamente el símbolo Cth y se mide en unidades de J/°C o J/K (que son equivalentes). La masa térmica también se puede utilizar para cuerpos de agua, máquinas o partes de maquinaria, seres vivos o cualquiera otra estructura o cuerpo en ingeniería o biología. En dichos contextos, el término capacidad térmica se utiliza habitualmente en su lugar.